# مادة مظلمة حارة
المادة المظلمة الحارة (بالإنجليزية: Hot dark matter)‏ هي هيئة افتراضية للمادة المظلمة تتكون من جسيمات تتحرك بسرعات نسبية فائقة، ولعل أفضل أمثلة تلك المادة هو النيوترينو. كتلة النيوترينوات صغيرة جدًا، ولا دور لها في اثنتين من الأربع قوى الأساسية، وهما التجاذب الكهرومغناطيسي والتجاذب القوي، حيث يتجاذبان بفعل القوى النووية الضعيفة والجاذبية، ولكن نظرًا لضعف تلك القوى، من الصعب اكتشافها. هناك عدد من المشاريع مثل تجربة سوبر كاميوكاندي لرصد النيوترينو في غيفو باليابان تعمل على دراسة هذه النيوترينوات.
لا يمكن اكتشاف المادة المظلمة من خلال الإشعاع الكهرومغناطيسي، وإنما افتُرضَ وجودها لتفسير كيفية تكوّن العناقيد المجرية والعناقيد المجرية العملاقة بعد الانفجار العظيم. توضّح البيانات المستنبطة من منحنيات دوران المجرات أن 90% من كتلة المجرة لا يمكن رؤيتها، وبالإمكان فقط اكتشافها من خلال تأثير جاذبيتها.
لا يستطيع نموذج المادة المظلمة الحارة تفسير كيفية تكوين المجرات في الانفجار العظيم. كما أن قياسات الخلفية الإشعاعية للكون المُقاسة من خلال مستكشف الخلفية الكونية أظهرت أنها جسيمات ناعمة للغاية وسريعة الحركة، ولا يمكنها أن تتجمع سويًا في حجمها الصغير هذا. ووفق هذه النظرية، ولتفسير كيفية تكوّن البنى الصغيرة في الفضاء الكوني، من الضروري اللجوء إلى نموذج المادة المظلمة الباردة أو المادة المظلمة الدافئة لتفسير كيفية تكون تلك البنى الصغيرة. لذا، لم يعد نموذج المادة المظلمة الحارة وحده يكفي لتفسير ماهية المادة المظلمة، ويعتبر الآن جزء من نظرية المادة المظلمة المختلطة [الإنجليزية].